# Kelly Sotherton
Kelly Jade Sotherton, född den 13 november 1976 i Newport på Isle of Wight, är en brittisk friidrottare som tävlar i mångkamp och längdhopp. 
Sothertons genombrott kom när hon blev bronsmedaljör i sjukamp vid Olympiska sommarspelen 2004. Under 2005 blev hon silvermedaljör vid EM-inomhus i femkamp efter Carolina Klüft och samma år blev hon femma på sjukamp vid VM i Helsingfors. Vid samma mästerskap var hon även finalist i längdhopp där hon slutade på åttonde plats. 
Under 2006 vann hon guld i sjukamp vid Samväldesspelen. Hon deltog även vid EM i Göteborg där hon slutade sjua i sjukamp. Under 2007 blev hon silvermedaljör vid EM-inomhus i femkamp efter Klüft. Dessutom blev hon bronsmedaljör vid VM-utomhus i Osaka. 
Under 2008 deltog hon vid VM-inomhus där hon slutade tvåa i femkamp efter Tia Hellebaut. Utomhus deltog hon vid Olympiska sommarspelen 2008 där hon slutade på fjärde plats.

## Personliga rekord
- Längdhopp - 6,79 meter
- Femkamp - 4 927 poäng
- Sjukamp - 6 547 poäng